# Stanisława Cych
Stanisława Cych, z d. Fedyk (ur. 16 lutego 1957) – polska lekkoatletka, specjalizująca się w biegach średniodystansowych, mistrzyni i reprezentantka Polski.

## Kariera sportowa
Była zawodniczką Śląska Wrocław.
Na mistrzostwach Polski seniorów zdobyła pięć medali, w tym złote medale w biegu na 1500 metrów i biegu na 3000 metrów w 1981, srebro w biegu przełajowym na 2,5 km 1980, srebro w biegu na 1500 metrów w 1980 i brąz w biegu przełajowym na 3,5 km w 1981. W halowych mistrzostwach Polski seniorów zdobyła trzy medale: złoty w biegu na 3000 metrów w 1982, złoty w biegu na 1500 metrów w 1983 i brązowy w biegu na 1500 metrów w 1981.
Reprezentowała Polskę na mistrzostwach świata w biegach przełajowych w 1982, zajmując 61. miejsce.
Rekordy życiowe:
- 800 m – 2:05,03 (24.05.1981)
- 1500 m – 4:16,32 (29.08.1980)
- 3000 m – 9:17,6 (29.07.1981)

Jej mężem jest lekkoatleta, olimpijczyk Jan Cych.